# تانیا هانکز
تانیا هانکز (به انگلیسی: Tanya Hunks) (زادهٔ ۲۴ اوت ۱۹۸۰) شناگر اهل کانادا است.